# Ruth Fernández
Ruth Fernández (23. května 1919 Ponce, Portoriko – 9. ledna 2012 San Juan, Portoriko) byla portorická zpěvačka, politička a herečka. Za svůj život se dvakrát provdala, oba sňatky však skončily rozvodem. Neměla žádné děti.